# Christopher C. Cummins
Christopher Colin Cummins, genannt Kit Cummins, (* 28. Februar 1966 in Boston, Massachusetts) ist ein US-amerikanischer Chemiker (Anorganische Chemie, Komplexchemie) und Hochschullehrer am Massachusetts Institute of Technology (MIT).
Cummins wuchs in New Orleans und Bloomington (Minnesota) auf und studierte an der Stanford University sowie an der Cornell University, wo er in der Gruppe von Peter T. Wolczanski war (erste Publikation 1988). 1989 erhielt er den Bachelor-Abschluss und ging an das MIT, wo er bei Richard R. Schrock 1993 promoviert wurde (Dissertation Synthetic Investigations Featuring Amidometallic Complexes, über Synthese von Block-Copolymeren). Danach war er ab 1993 Assistant Professor und ab 1996 Professor am MIT.
Er befasst sich mit dem Entwurf von Liganden in der Komplexchemie mit dem Ziel neuartiger anorganischer Synthesen und Reaktionen und neuer Katalysatoren. Im Blickpunkt sind dabei Reaktionen besonders mit kleinen Molekülen wie N2, CO2, O2, H2, CO, P4. Insbesondere fand er einen Weg, bei Raumtemperatur und Normaldruck die starke Dreifachbindung des Stickstoffmoleküls in N2 aufzubrechen. Seine Gruppe synthetisierte AsP3 in reiner Form und untersuchte die Chemie von P2, AsP und PN als Liganden und reaktive Zwischenzustände. Dabei wandten sie auch Synthesemethoden der organischen Chemie wie Schutzgruppen an.
Seine Gruppe arbeitet an günstigen Methoden der Reduktion von Kohlendioxid zu Kohlenmonoxid mit Metallnitriden und reversibler Sequestrierung von CO2. Ein weiteres Gebiet ist Uran in niedrigen Oxidationsstufen (Mehrfachbindungen an Stickstoff oder Kohlenstoff, mit möglichen Anwendungen als Katalysator).
Er ist Mitglied der American Academy of Arts and Sciences (seit 2008), der National Academy of Sciences (seit 2017) und korrespondierendes Mitglied der Göttinger Akademie der Wissenschaften. Cummins erhielt 1998 den Alan T. Waterman Award, 1998 den American Chemical Society Award in Pure Chemistry, einen TR100 Award des MIT, den E. Bright Wilson Prize in Harvard, 2007 den Sackler-Preis, den ACS F. Albert Cotton Award der ACS und einen Humboldt-Forschungspreis sowie 2017 den Linus Pauling Award.
2001 erhielt er den Dannie Heineman Preis für grundlegende Arbeiten zur Aktivierung kleiner Moleküle durch Metallkomplexe und zur Isolierung reaktiver Zwischenstufen bei diesen Reaktionen und zur Charakterisierung entscheidender Reaktionsschritte bei Atom-Transfer-Reaktionen, die durch Metallkomplexe vermittelt werden (Laudatio).
Von 1995 bis 2000 war er Packard Fellow und von 1997 bis 2000 Sloan Research Fellow.